# 梁山街道 (梁山县)
梁山街道，是中华人民共和国山東省济宁市梁山县下辖的一个乡镇级行政单位。

## 行政区划
梁山街道下辖以下地区：
吕屺口社区、马庄社区、凤山社区、程垓村、前窑村、冯屺口村、丁庄村、关庄村、陈楼村、前码头村、后码头村、任庄村、丁堂村、樊庄村、孔坊村、鱼王庄村、叶庄村、何庄村、曾庄村、李庄村、臧庄村、后孙庄村、前孙庄村、姜庄村、土囤村、林庄村、中王村、许河头村、周庄村、洼王村、夏庄村、邓庄村、邓楼村、马园村、庄楼村、高垓村、梁庄村和解庄村。

## 人口
2010年中国第六次人口普查时，梁山街道共有人口80415人。共有家庭22453户，平均每户3.17人。14岁以下的少年儿童共14758人，占总人口18.35%；15-64岁人口共59367人，占总人口73.82%；65岁及以上的老年人共6290人，占总人口的7.821%。男性共计41528人，占总人口51.64%；女性共计38887人，占总人口48.35%。本地居住的人口中，拥有本地户籍的人口为62312人，占77.48%。